# Parti de la France

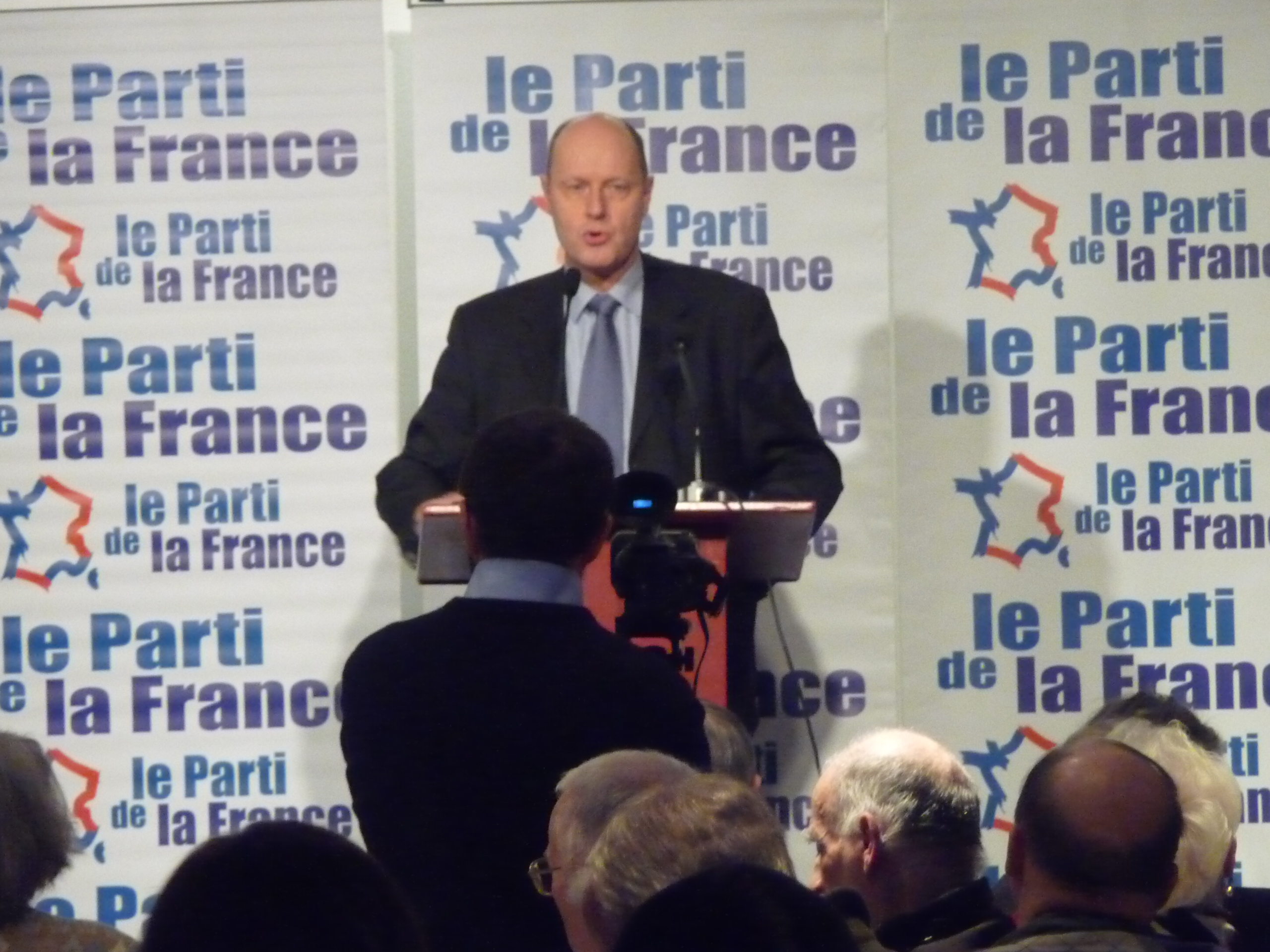
Carl Lang

El Parti de la France (en català, Partit de França) és un partit polític francès d'extrema dreta, conservador i nacionalista francès fundat l'any 2009 per Carl Lang i alguns antics membres del Front Nacional. Precisament l'exvicepresident del Front Nacional, Jean-Claude Martinez, és el cap de llista del Parti de la France per a les eleccions al Consell Regional de Llenguadoc-Rosselló de 2010.